# Ján Popluhár
Ján Popluhár (Cseklész, 1935. augusztus 12. – Cseklész, 2011. március 6.) 62-szeres csehszlovák válogatott, világbajnoki ezüstérmes szlovák labdarúgó, hátvéd. 1965-ben az év labdarúgójának választották Csehszlovákiában. 2000-ben a 20. század szlovák labdarúgója címet nyerte el.

## Pályafutása

### Klubcsapatban
1955 és 1969 között a Slovan Bratislava labdarúgója volt 15 idényen keresztül. 262 bajnoki mérkőzésen lépett pályára és 21 gólt szerzett. Két idényen át játszott a francia Olympique Lyonnais csapatában. 1972-ben hazatért és a Zbrojovka Brno labdarúgója lett, ahol 44 éves koráig játszott, mikor végleg befejezte a labdarúgást.

### A válogatottban
1958 és 1967 között 62 alkalommal szerepelt a csehszlovák válogatottban és egy gólt szerzett. Részt vett az 1958-as svédországi világbajnokságon és tagja volt az 1962-es chilei világbajnokságon ezüstérmet szerzett csapatnak.
Az Angol labdarúgó-szövetség 1963-ban, alapításának 100 éves jubileumára mérkőzést szerveztek a Wembley-ben az angol válogatott és a világválogatott között, melyben Popluhár is helyett kapott olyan játékos mellett, mint Szvatopluk Pluskal, Josef Masopust, Alfredo Di Stéfano, Raymond Kopa, Uwe Seeler, Denis Law, Eusébio 
és Puskás Ferenc.

## Sikerei, díjai
- Világbajnokság
  - ezüstérmes: 1962, Chile
- Európa-bajnokság
  - bronzérmes: 1960, Franciaország
- Csehszlovák bajnokság
  - 2.: 1959–60, 1963–64, 1966–67, 1967–68, 1968–69
  - 3.: 1960–61
- Csehszlovák kupa
  - győztes: 1962, 1963, 1968
  - döntős: 1965
- az év labdarúgója Csehszlovákiában (1965)
- World Fair Play (1997)
- a 20. század szlovák labdarúgója (2000)
- UEFA Az elmúlt fél évszázad legjobb játékosa (2004)